# كلية كيك للطب بجامعة كاليفورنيا الجنوبية
كلية كيك للطب بجامعة كاليفورنيا الجنوبية (بالإنجليزية: Keck School of Medicine of University of Southern California)‏ هي إحدى الكليات لتدريس الطب في الولايات المتحدة الأمريكية. تقع في مدينة لوس أنجيليس في ولاية كاليفورنيا الأمريكية. نوع الشهادة الطبية التي يتم تحصيلها هناك هي دكتور في الطب.